# Rozedranec popelavý
Rozedranec popelavý (Antennarius dorehensis) je paprskoploutvá ryba z čeledi rozedrancovití (Antennariidae).
Druh byl popsán roku 1859 nizozemským ichtyologem Pieterem Bleekerem.

## Popis a výskyt
Maximální délka této ryby je 14 cm.
Zbarvení se pohybuje od popelavě šedé nebo světle žluté až po tmavě hnědou nebo černou. Tělo je pokryto třásnitými výrůstky (bradavicemi).
Svou potravu láká na přívěsek zvaný ilicum, který je umístěn na čele.
Byla nalezena ve vodách Indo-Pacifiku, a to u pobřeží Jižní Afriky, atolu Aldabra, Kokosových ostrovů, ostrovů Rjúkjú, kolem celých Filipín, ostrovů Moluky až po Novou Guineu a východ Tahiti. Tento druh žijící u dna obývá mělké útesové oblasti včetně štěrbin na přílivových útesových plochách.
Samice kladou pelagické jikry do velké vznášející se želatinové hmoty.
Chová se též jako akvarijní ryba.